# Park Narodowy Udawalawe
Park Narodowy Udawalawe (ang. Udawalawe National Park) – park narodowy w Sri Lance obejmujący obszar rozległych trawiastych równin nad rzeką Walawe. Park narodowy został utworzony 30 czerwca 1972 roku. Jest piątym powstałym na Cejlonie parkiem narodowym. Najważniejszą częścią parku jest sztucznie powstały zbiornik Udawalawe, który powstał po zbudowaniu na rzece Walawe zapory w okolicach miasta Udawalawe. Zbiornik, który nazywany jest zbiornikiem Walawe ma powierzchnię około 3500 ha. Powierzchnia parku obecnie wynosi około 31 tysięcy hektarów.
Park zamieszkiwany jest m.in. przez:
- około 600[2], 800[3]słoni;
- krokodyle błotne;
- szakale złociste;
- makaki;
- orły i sokoły;
- pawie indyjskie